# Les Églises-d'Argenteuil
Pour les articles homonymes, voir Argenteuil.
Les Églises-d'Argenteuil est une commune du Sud-Ouest de la France située dans le département de la Charente-Maritime, en région Nouvelle-Aquitaine.
Ses habitants sont appelés les Argenteuillais et les Argenteuillaises.

## Géographie
En plus du bourg des Églises-d'Argenteuil, la commune de forme allongée nord-sud se compose de deux hameaux distincts : Pouzou au nord, de taille équivalente au bourg ; Frâgne au sud.

### Communes limitrophes
| Saint-Pardoult           | Nuaillé-sur-Boutonne     |                          |
| Antezant-la-Chapelle     | des Églises-d'Argenteuil | Paillé                   |
| Vervant, Poursay-Garnaud | Varaize                  | Saint-Pierre-de-Juillers |

## Urbanisme

### Typologie
Au 1er janvier 2024, Les Églises-d'Argenteuil est catégorisée commune rurale à habitat dispersé, selon la nouvelle grille communale de densité à 7 niveaux définie par l'Insee en 2022.
Elle est située hors unité urbaine. Par ailleurs la commune fait partie de l'aire d'attraction de Saint-Jean-d'Angély, dont elle est une commune de la couronne,. Cette aire, qui regroupe 37 communes, est catégorisée dans les aires de moins de 50 000 habitants,.

### Occupation des sols
L'occupation des sols de la commune, telle qu'elle ressort de la base de données européenne d’occupation biophysique des sols Corine Land Cover (CLC), est marquée par l'importance des territoires agricoles (87 % en 2018), en diminution par rapport à 1990 (89,8 %). La répartition détaillée en 2018 est la suivante : 
terres arables (76,7 %), forêts (8,6 %), zones agricoles hétérogènes (6,2 %), zones urbanisées (4,3 %), prairies (4,1 %). L'évolution de l’occupation des sols de la commune et de ses infrastructures peut être observée sur les différentes représentations cartographiques du territoire : la carte de Cassini (XVIIIe siècle), la carte d'état-major (1820-1866) et les cartes ou photos aériennes de l'IGN pour la période actuelle (1950 à aujourd'hui).

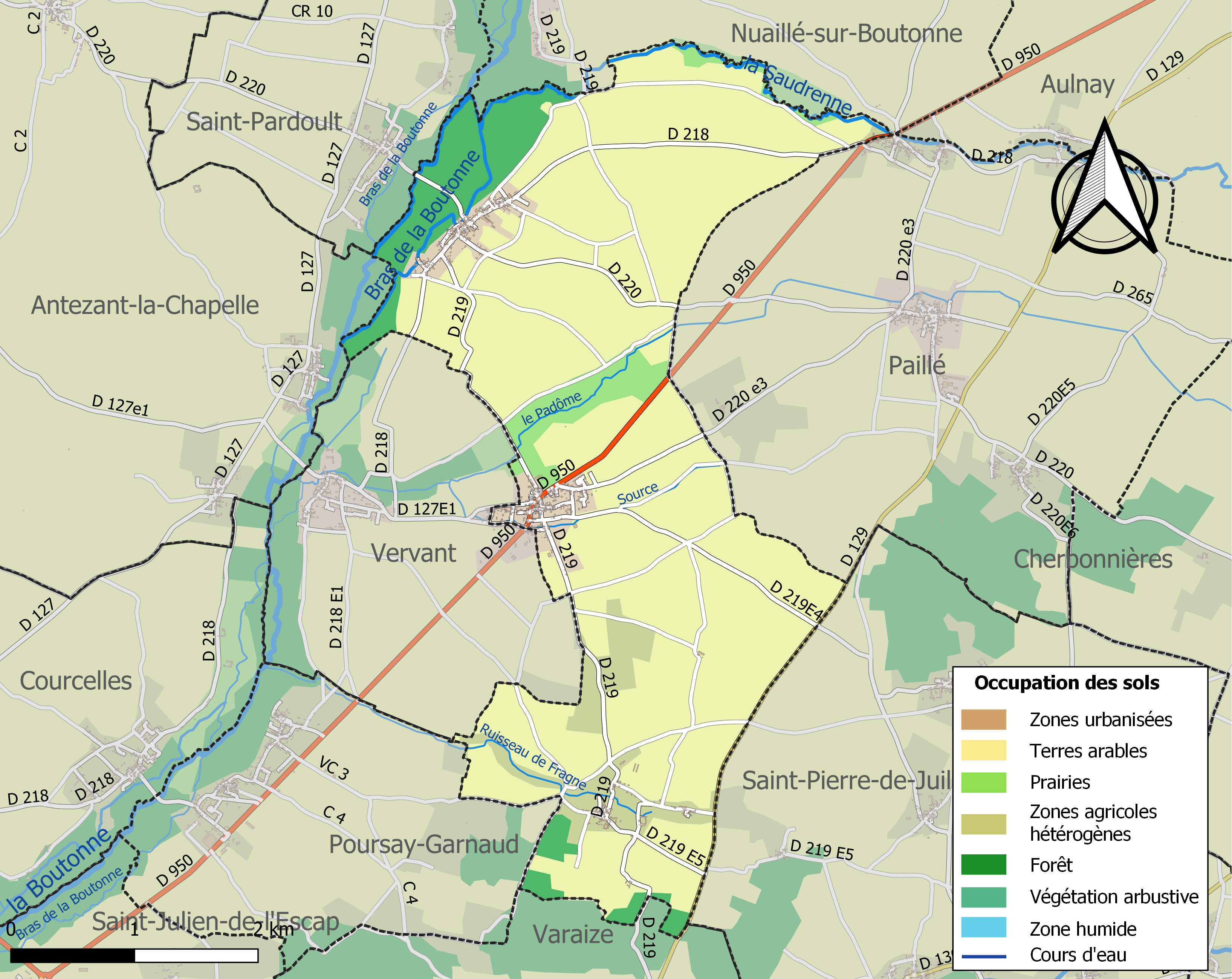
Carte des infrastructures et de l'occupation des sols de la commune en 2018 (CLC).

### Risques majeurs
Le territoire de la commune des Églises-d'Argenteuil est vulnérable à différents aléas naturels : météorologiques (tempête, orage, neige, grand froid, canicule ou sécheresse), inondations, mouvements de terrains et séisme (sismicité modérée). Il est également exposé à un risque technologique,  le transport de matières dangereuses. Un site publié par le BRGM permet d'évaluer simplement et rapidement les risques d'un bien localisé soit par son adresse soit par le numéro de sa parcelle.

#### Risques naturels
Certaines parties du territoire communal sont susceptibles d’être affectées par le risque d’inondation par débordement de cours d'eau, notamment la Boutonne et la Saudrenne. La commune a été reconnue en état de catastrophe naturelle au titre des dommages causés par les inondations et coulées de boue survenues en 1982, 1986, 1993, 1999, 2000 et 2010,.

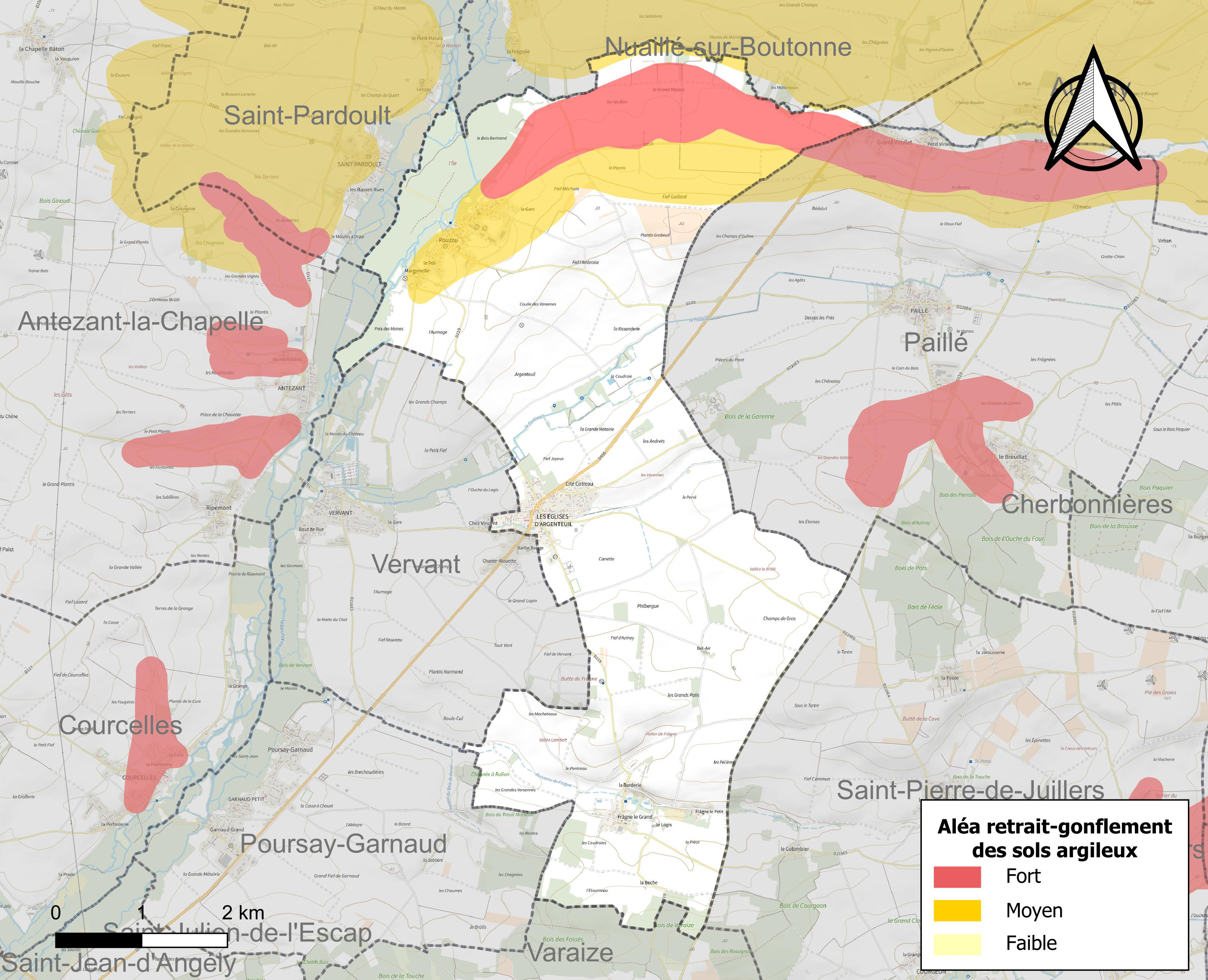
Carte des zones d'aléa retrait-gonflement des sols argileux des Églises-d'Argenteuil.

Les mouvements de terrains susceptibles de se produire sur la commune sont des tassements différentiels.
Le retrait-gonflement des sols argileux est susceptible d'engendrer des dommages importants aux bâtiments en cas d’alternance de périodes de sécheresse et de pluie. 19,7 % de la superficie communale est en aléa moyen ou fort (54,2 % au niveau départemental et 48,5 % au niveau national). Sur les 294 bâtiments dénombrés sur la commune en 2019,  99 sont en aléa moyen ou fort, soit 34 %, à comparer aux 57 % au niveau départemental et 54 % au niveau national. Une cartographie de l'exposition du territoire national au retrait gonflement des sols argileux est disponible sur le site du BRGM,.
Par ailleurs, afin de mieux appréhender le risque d’affaissement de terrain, l'inventaire national des cavités souterraines permet de localiser celles situées sur la commune.
Concernant les mouvements de terrains, la commune a été reconnue en état de catastrophe naturelle au titre des dommages causés par la sécheresse en 2003 et par des mouvements de terrain en 1999 et 2010.

#### Risques technologiques
Le risque de transport de matières dangereuses sur la commune est lié à sa traversée par une ou des infrastructures routières ou ferroviaires importantes ou la présence d'une canalisation de transport d'hydrocarbures. Un accident se produisant sur de telles infrastructures est susceptible d’avoir des effets graves sur les biens, les personnes ou l'environnement, selon la nature du matériau transporté. Des dispositions d’urbanisme peuvent être préconisées en conséquence.

## Toponymie
Le toponyme des Églises-d'Argenteuil viendrait de la présence de deux églises sur la commune à l'origine : celle existant actuellement et l'ancienne chapelle d'une commanderie d'Hospitaliers ayant totalement disparu probablement au XVIIe siècle.
Argenteuil vient d'une forme gauloise Argent-ialo qui peut signifier « la clairière de l'argent ».
Le hameau de Pouzou prend son origine sur l'occitan potz (puits), avec le suffixe -ou, signifiant « petit puits ».

## Histoire

### Un bourg médiéval
L'histoire du territoire de la commune des Églises-d'Argenteuil est inconnue jusqu'à l'époque médiévale où la sylve d'Argenson, importante forêt séparant la Saintonge du Poitou fut défrichée.
L'implantation sur la commune fut sans doute en raison de l'exploitation d'un filon d'argent durant le haut Moyen Âge, et serait à l'origine du toponyme. En effet, Argenteuil est le toponyme donné au coteau surplombant le bourg, au nord du Padôme.
Les parties les plus anciennes de l'église paroissiale datent XIIe siècle. On ignore toutefois si elle a pu succéder à un édifice plus ancien. Une chapelle d'une commanderie d'hospitaliers est mentionnée dès le début du XIVe siècle. S'il n'en reste aujourd'hui pratiquement plus rien, on sait qu'elle s'étendait sur à l'ouest du bourg. Elle comprenait un logis, une église, un cimetière et un four.
Probablement d'une certaine importance au Moyen Âge mais sans château, le bourg se trouve sur le chemin de Saint-Jacques de Compostelle passant par Saint-Jean-d'Angély et reçoit sans doute de nombreux pèlerins. Aucune information ne peut par contre être avancée concernant les hameaux de Pouzou et de Fragne à cette période.
À la fin du Moyen Âge et au début de l'époque moderne, Les Églises-d'Argenteuil ne sont pas épargnées par les troubles de la guerre de Cent Ans et des guerres de Religion.

### Le tournant duXVIIIesiècle
Plus paisible, le XVIIIe siècle semble avoir toutefois marqué plus profondément le visage des Églises-d'Argenteuil :
La route royale de Poitiers à Saintes est tracée au milieu du XVIIIe siècle. Passant par Saint-Jean-d'Angély, il traverse le bourg des Eglises en son centre, changeant irrémédiablement son visage. Le plan de la route, dressé par Trudaine en 1747, montre un bourg désordonné aux maisons éparses, qui vont progressivement s'aligner sur la rue au cours du XIXe siècle. Ce désenclavement s'accompagne d'une hausse démographique au sein du village.
Les lieux d'exercice du pouvoir changent également. En 1694, un nouveau presbytère est acquis par les habitants et le curé. La commanderie est démembrée et ses dernières possessions sont aliénées à la Révolution. Profitant sans doute de cette disparition, de grandes familles édifient au XVIIIe siècle deux logis nobles, celui du bourg et celui de Frâgne.
L'économie des Églises-d'Argenteuil semble alors florissante : l'atlas de Trudaine montre la présence de nombreuses vignes, notamment près de Pouzou et au sud et à l'est du bourg. Les deux moulins sur la Boutonne, en réalité quatre car chacun possède deux roues, sont déjà figurés sur la carte de Cassini. L'eau de la rivière permet également la culture du chanvre qui alimente ensuite la corderie royale de Rochefort.
En 1790, les habitants prennent part aux troubles amorcés par la révolte de Varaize et le massacre de son maire, soupçonné de collusion avec les seigneurs locaux. La commune est brièvement renommée "Tricolore".

### La forte empreinte duXIXesiècle
Au XIXe siècle, la commune connaît une forte prospérité, liée au développement de la culture de la vigne et du commerce du cognac.
C'est pourquoi de cette période datent la plupart des maisons des Églises-d'Argenteuil. Le bourg est transformé par les reconstructions de maisons à l'alignement de la voirie au long de la route royale. Une mairie-école est édifiée le long de la route principale en 1867, le presbytère est profondément rénové en 1872, l'église est restaurée en 1874. Les villages se dotent de fours et de lavoirs d'usage commun. Des ponts sont construits sur la Boutonne entre Pouzou et Saint-Pardoult au milieu du XIXe siècle.
L'arrivée du phylloxéra à la fin des années 1870 détruit l'intégralité du vignoble de la commune, qui ne sera pas reconstitué. La commune commence alors à se vider de ses habitants : de 900 habitants dans les années 1860, elle perd un tiers de ses résidents en un demi-siècle.
L'économie se réoriente peu à peu sur le développement de l'élevage et de la production laitière, acheminée vers la laiterie coopérative de Vervant. Des peupleraies artificielles sont plantées le long de la Boutonne et le bois est transformé dans des scieries à Poursay-Garnaud ou Nuaillé-sur-Boutonne. À partir de 1896, la commune est traversée par la ligne de chemin de fer de Saint-Jean-d'Angély à Civray au hameau de Pouzou, mais la gare la plus proche du bourg est celle de la commune voisine de Vervant.
Tout au long du XIXe siècle, les deux communes ne cessent de se rapprocher. Vervant, privée d'église, d'école et de cimetière, est rattachée aux Églises pour le culte en 1810 et pour l'enseignement en 1860. En 1874, l'annexion de Vervant est demandée par une pétition d'habitants des deux localités et est accueillie avec enthousiasme par le conseil municipal des Églises. Mais la municipalité de Vervant décide aussitôt de se doter de sa propre église, d'une école et d'un cimetière, malgré les protestations venant des Églises-d'Argenteuil. Les deux communes resteront finalement indépendantes l'une de l'autre.

### Les évolutions duXXesiècle
Malgré tout, la chute de la démographie se poursuit durant la première moitié du XXe siècle où l'économie . conserve les orientations économiques adoptées après la crise du phylloxéra. Le bourg et Pouzou, de taille équivalente, sont alors deux localités assez actives, pourvues de divers commerces et artisans. En 1949, Pouzou obtient même sa propre école, qui fonctionnera jusqu'en 1986.
Cependant, la ligne ferroviaire est supprimée en 1950, et la commune voit sa population se stabiliser autour de 550 habitants dans la seconde moitié du XXe siècle. Avec l'agriculture intensive, le remembrement renouvelle le paysage qui se décline désormais en vastes parcelles de champs cultivés, mais moins d'exploitations agricoles. Symboles de cette économie, les établissements Dalème à Pouzou dressent au milieu du village d'imposants silos depuis 1969. Une porcherie industrielle est construite à Frâgne dans les années 1970.
Au sortir des deux guerres, la municipalité entreprend d'embellir la commune et le développer des services publics.Mais l'exode rural et les grandes surfaces ont toutefois eu raison de la plupart des petits commerces du village.
La construction individuelle marque la commune dans les années 1970 avec l'aménagement des premiers lotissements près du bourg.

## Administration

### Liste des maires
| Période                                  | Période  | Identité                       | Étiquette   | Qualité                                                              |
| ---------------------------------------- | -------- | ------------------------------ | ----------- | -------------------------------------------------------------------- |
| Les données manquantes sont à compléter. |          |                                |             |                                                                      |
| 1871                                     | 1916     | Sixte-Guillaume Normand-Duflé, | Républicain | Médecin militaire, conseiller général du canton d’Aulnay (1883-1888) |
| avant 1988                               | ?        | Claude Burger                  | PS          |                                                                      |
| 2001                                     | 2020     | Jean-Jacques Poupard           |             |                                                                      |
| 2020                                     | En cours | Roseline Gicquel               |             |                                                                      |

## Démographie

### Évolution démographique
L'évolution du nombre d'habitants est connue à travers les recensements de la population effectués dans la commune depuis 1793. Pour les communes de moins de 10 000 habitants, une enquête de recensement portant sur toute la population est réalisée tous les cinq ans, les populations de référence des années intermédiaires étant quant à elles estimées par interpolation ou extrapolation. Pour la commune, le premier recensement exhaustif entrant dans le cadre du nouveau dispositif a été réalisé en 2008.

En 2022, la commune comptait 533 habitants, en évolution de +2,5 % par rapport à 2016 (Charente-Maritime : +4,04 %, France hors Mayotte : +2,11 %).
| 1793 | 1800 | 1806 | 1821 | 1831 | 1836 | 1841 | 1846 | 1851 |
| ---- | ---- | ---- | ---- | ---- | ---- | ---- | ---- | ---- |
| 564  | 539  | 605  | 660  | 801  | 794  | 823  | 864  | 871  |

| 1856 | 1861 | 1866 | 1872 | 1876 | 1881 | 1886 | 1891 | 1896 |
| ---- | ---- | ---- | ---- | ---- | ---- | ---- | ---- | ---- |
| 866  | 933  | 899  | 858  | 879  | 801  | 757  | 749  | 701  |

| 1901 | 1906 | 1911 | 1921 | 1926 | 1931 | 1936 | 1946 | 1954 |
| ---- | ---- | ---- | ---- | ---- | ---- | ---- | ---- | ---- |
| 631  | 605  | 594  | 554  | 564  | 538  | 526  | 516  | 603  |

| 1962 | 1968 | 1975 | 1982 | 1990 | 1999 | 2006 | 2008 | 2013 |
| ---- | ---- | ---- | ---- | ---- | ---- | ---- | ---- | ---- |
| 579  | 572  | 518  | 530  | 545  | 507  | 521  | 525  | 524  |

| 2018 | 2022 | - | - | - | - | - | - | - |
| ---- | ---- | - | - | - | - | - | - | - |
| 517  | 533  | - | - | - | - | - | - | - |

## Lieux et monuments
- L'église Saint-Vivien.

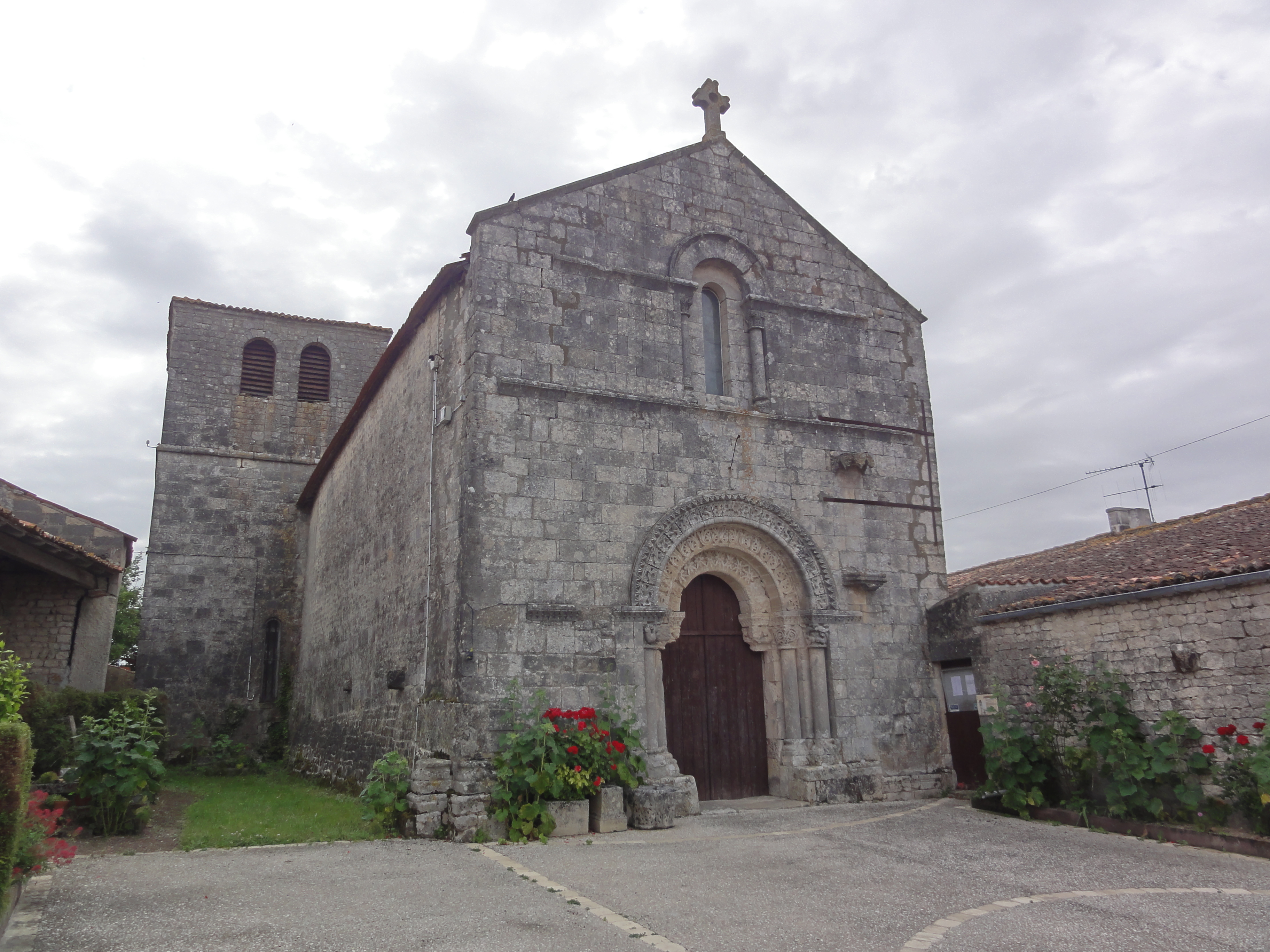
Les Églises-d'Argenteuil, l'église.
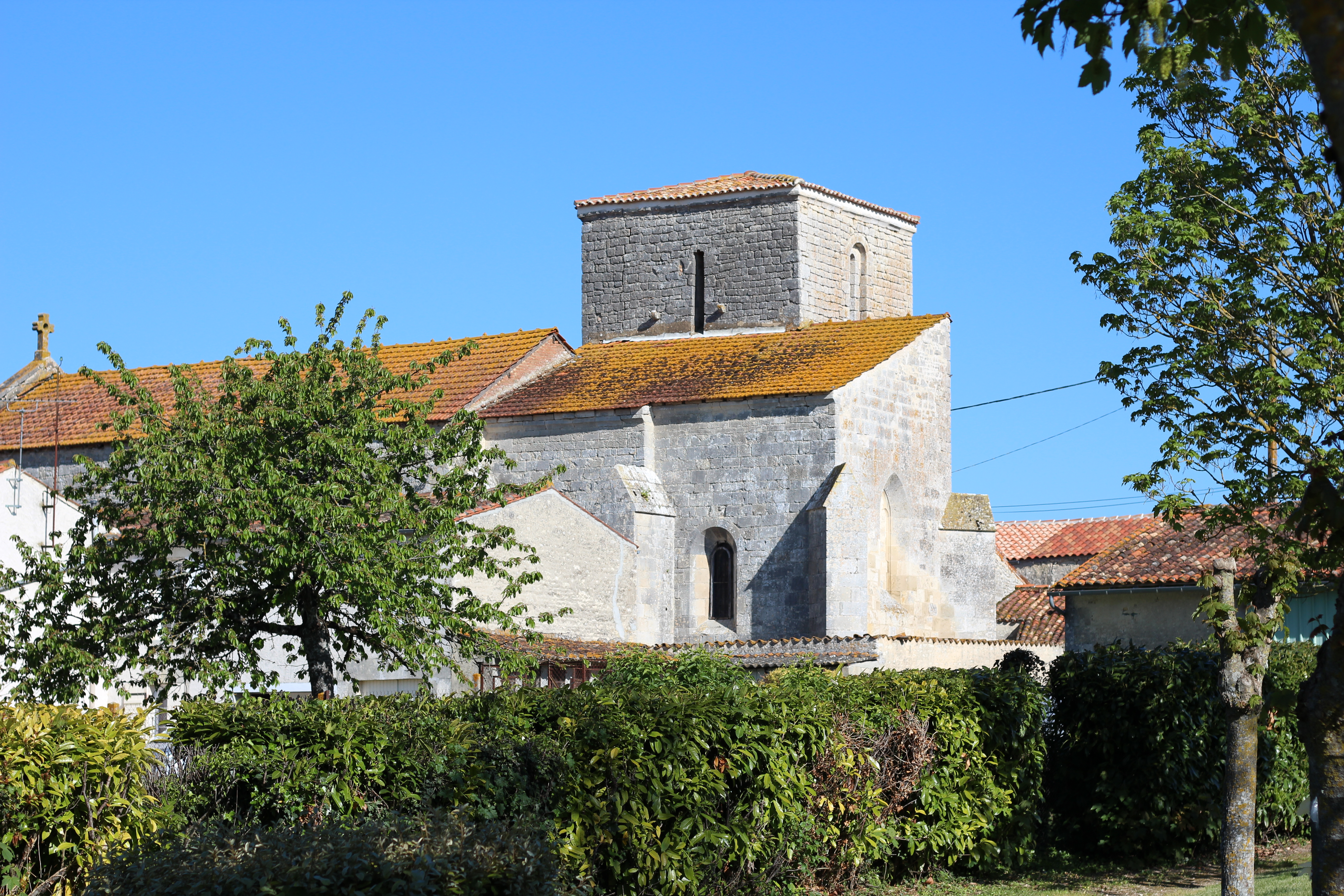
Les Églises-d'Argenteuil, l'église.